# Keep Ya Head Up
Keep Ya Head Up – singel amerykańskiego rapera 2Paca promujący album Strictly 4 My N.I.G.G.A.Z.... Do singla powstał teledysk. Utwór był wielokrotnie notowany.

## Lista utworów
CDS - maxi single
1. „Keep Ya Head Up” (LP Version)
2. „Keep Ya Head Up” (Vibe Tribe Remix)
3. „Keep Ya Head Up” (Madukey Remix)
4. „Rebel of the Underground”
5. „I Wonder If Heaven Got a Ghetto"

## Certyfikaty i sprzedaż
| Kraj                     | Certyfikat      | Sprzedaż   |
| ------------------------ | --------------- | ---------- |
| Stany Zjednoczone (RIAA) | platynowa płyta | 1 000 000+ |
| Wielka Brytania (BPI)    | srebrna płyta   | 200 000+   |